# Модьорош
Мо́дьорош —  село в Україні, у Закарпатській області, Хустському районі. Входить до складу Вишківської селищної громади.
Територія була лісистою, з незайманою дикою природою, де росло дуже багато ліщини – диких карпатських горіхів. Саме завдяки цим рослинам село й отримало таку незвичну назву.

## Історія
У 1717 році на ці землі напали татари. П’ятитисячне військо перейшло через Шаян із боку Румунії, спустошило Виноградівщину. Та ординці не наважилися напасти на Хустський замок і, пройшовши по лівому березі Тиси, поспішили втекти із здобиччю до Криму. В гірських ущелинах шлях їм перегородили загони місцевого ополчення. У районі села Модьорош відбувся великий бій. На ратному полі, як свідчать тогочасні документи, залишилося шість тисяч ворожих трупів. Ополченці звільнили 7 тис. невільників, переважно підлітків і дівчат
Хоч сучасне село й невелике, але ділиться на Верхній та Нижній Модьорош. Інфраструктура розвинена слабо. Є в населеному пункті лише церква та початкова школа.

## Населення

### Мова
Розподіл населення за рідною мовою за даними перепису 2001 року:
| Мова            | Кількість | Відсоток |
| --------------- | --------- | -------- |
| українська      | 364       | 97.32%   |
| російська       | 4         | 1.07%    |
| угорська        | 4         | 1.07%    |
| білоруська      | 1         | 0.27%    |
| інші/не вказали | 1         | 0.27%    |
| Усього          | 374       | 100%     |

## Релігія
храм Покрови пр. богородиці. 1990, 1990-і.
Наприкінці 1930-х років архімандрит Йосип (І. Попович) купив у євреїв землю та ділянку лісу на схилі гори, над селом. Як розповідають, монах мав хист до малювання, тому його запросили виконати розписи новозбудованої православної церкви в Міжгір’ї.
Платнею за працю стала дерев’яна православна церква 1920 р., яку розібрали і сплавили по Ріці до Велятина, а звідти перевезли возами в Модьорош.
Близько 1945 р. церкву відтворили на новому місці. Вона була зрубною, але з тонкого дерева. Всередині її обшили фанерою, зовні оббили ґонтами. Дахи також були ґонтові. Основною прикрасою був невеликий іконостас.
Близько 1985 р. вежа церкви похилилася від вітру, але її вирівняли і прибудували із західного боку приміщення розмірами 3: 3 м, яке вкрили бляхою. Тоді дерев’яна споруда була вже в поганому стані.
У серпні 1988 р. почали робити фундамент для нової мурованої церкви. Всі витрати й організаційні питання взяв на себе священик о. Михайло Пішта. Спочатку навколо дерев’яної церкви змурували дещо більшу за неї споруду з вежею на головному фасаді. Служба відбувалася у бічному притворі, а навесні 1989 р. дерев’яну церкву розібрали, швидко настелили підлогу і відтоді правили вже в новій церкві. Місця було замало, і тому восени 1989 р. прибудували велике приміщення із західного боку. Через рік розширили церкву й зі східного боку. Над дахом здійнялося сім бань. Іконостас вирізьбив майстер з Приборжавського Іван Палаташ.

## Туристичні місця
- Вишківський замок
- храм Покрови пр. богородиці. 1990, 1990-і.